# Budyšínská vodní nádrž
Budyšínská vodní nádrž (německy Talsperre Bautzen, hornolužickosrbsky Budyska rěčna zawěra) je přehradní nádrž, která se nachází severně od města Budyšín v Horní Lužici v Sasku a je napájena vodou z řeky Sprévy. Přehrada slouží zásobování užitkovou vodou, k udržování stálého průtoku v řece Sprévě, ale hlavně slouží k zásobování elektrárny Boxberg vodou, dále je využívána k rybaření a k sportovnímu využití.
Přehrada byla postavena v letech 1968 až 1975, do plného provozu byla uvedena v roce 1977. Při výstavbě přehrady byly zatopeny obce Malsitz a Nimschütz.